# Radja (titel)

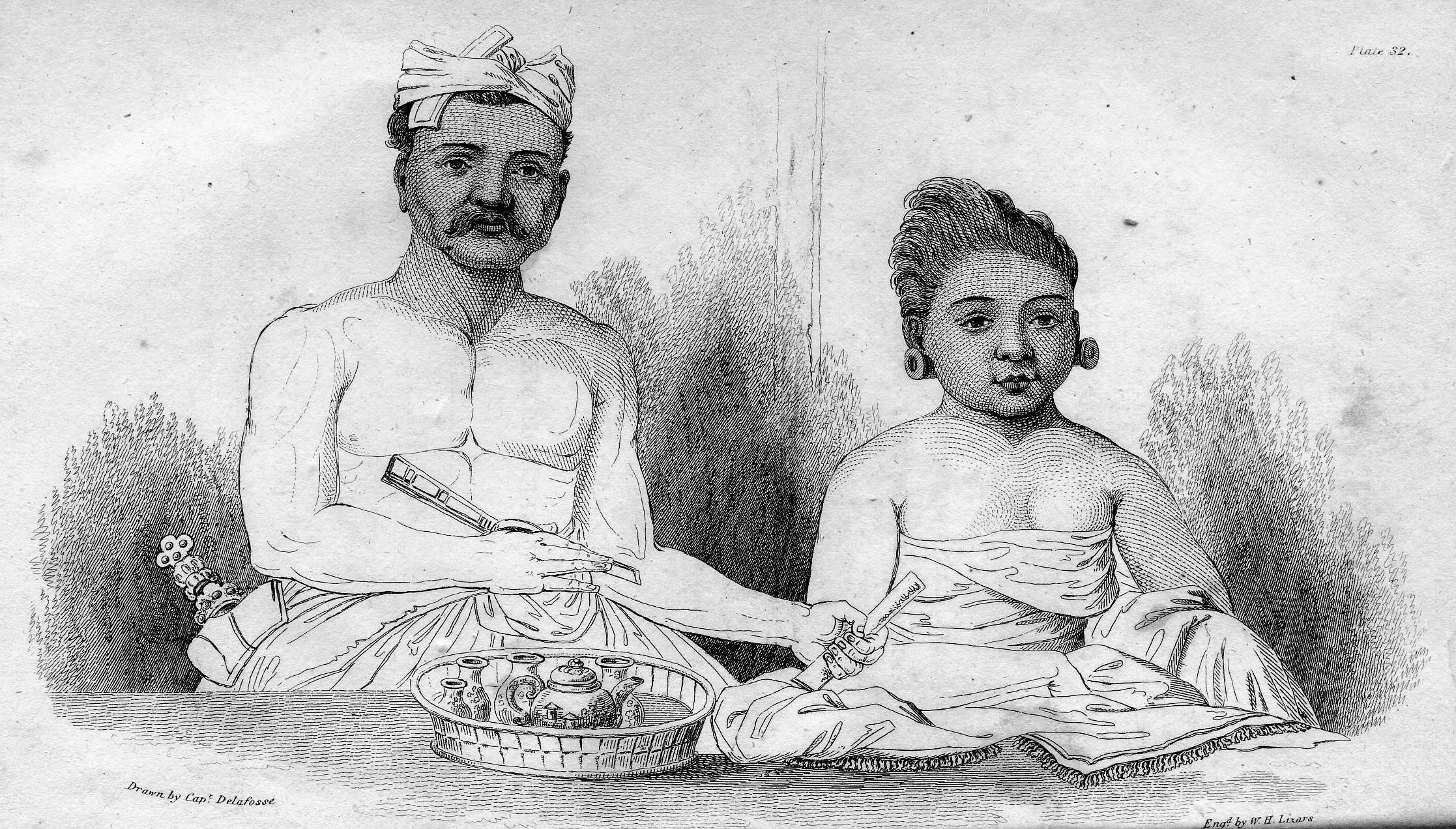
De radja van Buleleng (Bali), 1820

Een radja of raja is in delen van Azië een koninklijke of prinselijke heerser.
Een radja is een kshatriya (lid van de op één na hoogste van de vier kasten, verantwoordelijk voor het handhaven van rechtvaardigheid en sociale harmonie). De titel heeft een lange geschiedenis in het Indiase subcontinent en het zuidoosten van Azië.
Radja betekent letterlijk vorst of heerser en was vaak de leider van een staat in het huidige India en Pakistan.